# كاري (قمر)
كاري (بالإنجليزية:Kari) أو زحل الخامس والاربعون (التعيين المؤقت S/2006 S 2)، هو قمر لكوكب زحل. واعلن الاكتشاف سكوت شيبارد وديفيد جويت و جان كلينا وبرايان مارسدن في 26 يونيو 2006 من الملاحظات التي اتخذت خلال الفترة من كانون الثاني ونيسان 2006.
يبلغ قطره نحو 7 كيلومتر ويدور حول زحل على مسافة متوسط 22،305.1 ميغامتر خلال 1243.71 يوم، على ميل من 148.4 ° لمسير الشمس (151.5 ° لزحل خط الاستواء)، في اتجاه رجعي والشذوذ المداري له 0.3405.
سمي في نيسان 2007 كاري، تجسيد للطاقة الرياح في الميثولوجيا الإسكندنافية.